# Adriaan Oswald Antonius van der Meer de Walcheren
Jhr. Adriaan Oswald Antonius van der Meer de Walcheren (Delft, 20 oktober 1856 − 's-Gravenhage, 19 juli 1919) was een Nederlands burgemeester.

## Biografie
Van der Meer was een telg uit het adellijke geslacht Van der Meer de Walcheren en een zoon van generaal-majoor jhr. Hugo van der Meer de Walcheren (1810-1896) en Elisabeth Johanna Oswaldina Maria d'Aumerie (1819-1908). In 1884 werd hij burgemeester van Berkel en Rodenrijs wat hij tot zijn overlijden, dus 35 jaar, zou blijven; in de periode 1884 tot 1892 was hij tevens secretaris van die gemeente.
Hij trouwde in 1888 met Helena Gerardina van Voorthuysen (1866-1917) met wie hij tien kinderen kreeg; zij zijn de stamouders van alle levende leden van dit adellijk geslacht. Hij overleed in 1919 op 74-jarige leeftijd.